# سینه‌سرخ صورتی
سینه‌سرخ صورتی (نام علمی: 'Petroica rodinogaster') از پرنده‌های بومی جنوب شرقی استرالیا است که در راسته گنجشک‌سانان قرار دارد. زیستگاه این گونه بیشتر در زمین‌های پست جنگلهای معتدل، نیمه‌استوایی و استوایی است.
این پرنده در گونه‌های با کمترین نگرانی قرار دارد.